# هوارد في. لي
هوارد في. لي (بالإنجليزية: Howard V. Lee)‏ هو ضابط أمريكي، ولد في 1 أغسطس 1933 في نيويورك في الولايات المتحدة، وتوفي في 23 مارس 2019 في فرجينيا في الولايات المتحدة.